# 광고주 식별자
애플의 광고주 식별자(Identifier for Advertisers, IDFA)는 애플이 생성하여 모든 기기에 할당하는 고유한 무작위 기기 식별자이다. 이는 광고주가 개인화된 광고를 제공하고 광고 재타겟팅(retargeting)을 위한 광고 상호 작용을 속성화하는 데 사용하기 위한 것이다. 사용자는 "광고 추적 제한"(LAT) 설정을 통해 IDFA를 옵트아웃할 수 있다(대략 20%가 그렇게 함).
iOS 14.5, iPadOS 14.5 및 tvOS 14.5부터 앱이 IDFA 공유를 쿼리하기 전에 사용자에게 IDFA 공유를 선택할지 여부를 결정하라는 메시지가 표시된다. 이 선택은 설정에서 변경할 수 있다. 2021년 5월, 버라이즌 소유의 광고 분석 회사인 플러리 애널리틱스(Flurry Analytics)는 미국 사용자의 96%가 IDFA 공유를 선택 해제했다고 보고했다.

## 역사

### 광고 추적 제한
iOS 10에서 애플은 광고 네트워크의 추적을 원하지 않는 사용자를 위해 "광고 추적 제한"(Limit Ad Tracking) 설정을 도입했다. 설정이 활성화되면 시스템은 해당 장치에 대해 모두 0으로 구성된 기본 ID를 반환한다. 2020년 12월 현재 약 20%의 사용자가 이 설정을 사용하는 것으로 추정된다.

### 앱 추적 투명성
2020년 9월 3일, 애플은 IDFA에 대한 액세스를 제한하고 웹사이트와 앱이 IDFA에 대한 액세스 권한을 부여받기 전에 사용자로부터 명시적인 허가를 받도록 요구할 계획을 발표했다. 2021년 1월부터 사용자와 개발자는 iOS 14 베타 릴리스를 설치하여 이 변경 사항을 테스트할 수 있다.